# The Connect: Dejavu
The Connect: Dejavu é o sexto EP do grupo sul-coreano, Monsta X. Foi lançado em 26 de março de 2018, pela Starship Entertainment. O álbum é composto por sete faixas, incluindo a faixa-título, "Jealousy".

## Desempenho comercial
O EP vendeu 101.666 cópias na Coreia do Sul. Ficou em 2º lugar no chart coreano do Gaon.

## Lista de músicas
| Lista oficial de faixas |                              |                                                     |         |  |
| N.º                     | Título                       | Arranjos                                            | Duração |  |
| 1.                      | "Jealousy"                   | Harry Somerdahl Shane Simmons Hayden Bell Stereo 14 | 3:27    |  |
| 2.                      | "Destroyer"                  | Daniel Kim Caesar&Luoi                              | 3:56    |  |
| 3.                      | "Fallin'" (폭우)             | Caesar&Luoi Stereo 14                               | 3:51    |  |
| 4.                      | "Crazy In Love" (미쳤으니까) | 별들의 전쟁 Athena                                  | 3:17    |  |
| 5.                      | "Lost In The Dream"          | Park Seul-gi                                        | 4:00    |  |
| 6.                      | "If Only"                    | Wonho Rich Jang                                     | 4:03    |  |
| 7.                      | "Special"                    | Jooheon Ye-Yo! Nago                                 | 3:33    |  |
| Duração total:          | Duração total:               | Duração total:                                      | 26:09   |  |

## Charts
| Chart (2018)                  | Posição |
| ----------------------------- | ------- |
| French Download Albums (SNEP) | 90      |
| South Korean Albums (Gaon)    | 2       |
| United Kingdom Download (OCC) | 73      |